# Brattforsheden
Brattforsheden este o arie protejată (arie specială de conservare — SAC, sit de importanță comunitară — SCI) din Suedia întinsă pe o suprafață de 10.538,5 ha, integral pe uscat.

## Localizare
Centrul sitului Brattforsheden este situat la coordonatele 59°41′48″N 13°53′20″E / 59.6967°N 13.8889°E.

## Înființare
Situl Brattforsheden a fost declarat sit de importanță comunitară în mai 2001 pentru a proteja 4 specii de animale. Situl a fost protejat și ca arie specială de conservare în martie 2011.

## Biodiversitate
Situată în ecoregiunea boreală, aria protejată conține 11 habitate naturale: Taiga vestică, Cursuri de apă de la nivel de câmpie la nivel montan, cu vegetație Ranunculion fluitantis și Callitricho-Batrachion, Mlaștini împădurite, Izvoare fino-scandinave și mlaștini produse de izvoare bogate în minerale, Mlaștini turboase de tranziție și turbării mișcătoare, Lacuri și iazuri distrofice naturale, Turbării active, Ape oligotrofe din câmpii nisipoase, cu un conținut foarte redus de minerale (Littorelletalia uniflorae), Vegetație psamofilă uscată cu Calluna și Empetrum nigrum, Păduri caducifoliate de mlaștină fino-scandinave, Păduri aluvionare cu Alnus glutinosa și Fraxinus excelsior (Alno-Padion, Alnion incanae, Salicion albae).
La baza desemnării sitului se află mai multe specii protejate:
- nevertebrate (3): Dytiscus latissimus, Graphoderus bilineatus, Margaritifera margaritifera
- pești (1): zglăvoacă (Cottus gobio)